# Fábrica de trolls
Uma fábrica de trolls ou fazenda de trolls é um grupo institucionalizado de trolls da internet que busca interferir nas opiniões políticas e na tomada de decisões.
Um estudo mostrou que trinta governos em todo o mundo (dos 65 abrangidos pelo estudo) pagaram exércitos digitadores para espalhar propaganda e atacar críticos. De acordo com o relatório, esses governos usam comentaristas pagos, trolls e bots para assediar jornalistas e corroer a confiança na mídia. Foram feitas tentativas para influenciar as eleições em dezoito dos países abrangidos pelo estudo.

## Brasil
Suspeita-se amplamente que o presidente do Brasil, Jair Bolsonaro, e sua família criaram fazendas de trolls para promover apoio às políticas de seu governo e atacar e assediar rivais por meio da internet. Essas contas e bots falsos são possivelmente controlados por um gabinete dentro de um dos prédios do governo de Bolsonaro liderado pelo filho de Jair, Carlos, conhecido como 'gabinete do ódio', que é suspeito de ter criado mais de mil contas falsas para apoiar o governo de Bolsonaro.
As contas de trolls também foram vinculadas a desinformações relacionadas à pandemia de COVID-19 no Brasil, já que o governo de Bolsonaro é conhecido por ter adotado uma postura negacionista e fraca em relação à pandemia.

## Nicarágua
Em novembro de 2021, a Meta informou que encerrou contas, grupos e páginas no Facebook e Instagram vinculadas a uma fazenda de trolls operada pela Frente Sandinista de Libertação Nacional, o partido no poder na Nicarágua.

## Estados Unidos
Durante as eleições presidenciais de 2020 nos Estados Unidos e a pandemia de COVID-19, a Turning Point USA e sua afiliada Turning Point Action foram descritas como fazendas de trolls por pagar jovens conservadores em Phoenix, Arizona, alguns deles menores de idade com apoio dos pais, para postar informações erradas sobre o integridade do processo eleitoral e a ameaça do COVID-19. O pagamento incluiu bônus para postagens que geraram maior engajamento. Eles usaram suas próprias contas de mídia social ou contas falsas sem divulgar seu relacionamento com a Turning Point e foram instruídos pela Turning Point a alterar levemente e repassar as mensagens modificadas um número limitado de vezes para evitar a detecção automática.